# Wikibase
Wikibase, lanciato nel 2012, è un insieme di estensioni di MediaWiki per operare con dati semi-strutturati modificati in un repository centrale. È basata su JSON invece che su dati non strutturati come il wikitesto normalmente usato in MediaWiki. I suoi componenti principali sono il Repository Wikibase, un'estensione per l'archiviazione e la gestione dei dati, e il Client Wikibase, il quale consente di recuperare e incorporare i dati strutturati da un repository Wikibase. È stato sviluppato ed è utilizzato da Wikidata, da Wikimedia Germania.
Il modello di dati per i collegamenti a Wikibase consiste in “entità” le quali comprendono singoli “elementi”, etichette o identificatori che li descrivono (potenzialmente in più lingue) e dichiarazioni semantiche che attribuiscono “proprietà” all'elemento. Queste proprietà possono essere costituite da altri elementi del database come pure da informazioni testuali.
Wikibase è dotato di un'interfaccia utente scritta in JavaScript, la quale consente di esportare tutti i dati, o alcuni di essi, in numerosi formati. I progetti che lo utilizzano includono Wikidata, Wikimedia Commons, Eagle Project di Europeana, Lingua Libre, FactGrid e la wiki di OpenStreetMap.